# 173. zračnoprevozna brigada (ZDA)
173. zračnoprevozna brigada (izvirno angleško 173rd Airborne Brigade) je bila pehotna brigada Kopenske vojske Združenih držav Amerike.

## Zgodovina
Brigada je bila ustanovljena marca 1963 s preoblikovanjem 173. pehotne brigade in je bila prva večja ameriška vojaška enota, poslana v Vietnam med vietnamsko vojno.

## Odlikovanja
- Predsedniška omemba enote
- Meritorious Unit Commendation
- Križec viteštva s palmo
- Medalja časti za civilno akcijo